# Nostalgia Critic
Nostalgia Critic es una serie web estadounidense de comedia sobre reseñas creada, escrita, corregida, dirigida, e interpretada por el comediante web estadounidense Doug Walker. La serie se estrenó inicialmente en YouTube en julio de 2007 antes de trasladarse al propio sitio web de Walker, That Guy with the Glasses, y luego a Channel Awesome. El show sigue a Walker como el titular Nostalgia Critic, un crítico amargo y sarcástico que reseña películas y programas de televisión de su niñez y pasado reciente, por lo general con rabia cómicamente exagerada. El programa alterna a menudo los comentarios enojados del crítico y el humor juvenil con el análisis legítimo del tema de cada episodio.
Walker se retiró brevemente de la serie en agosto de 2012 para trabajar en otros proyectos, incluso haciendo que el personaje dejara de existir en la película de Channel Awesome To Boldly Flee. Sin embargo, el 23 de enero de 2013 Walker anunció el regreso inminente del programa en un video narrativo llamado "The Review Must Go On". El programa posteriormente regresó con una sexta temporada más narrativa y basada en sketches, comenzando el 5 de febrero de 2013 con una reseña sobre The Odd Life of Timothy Green.

## Historia
La serie se estrenó inicialmente en YouTube en julio de 2007, pero los episodios fueron eliminados con frecuencia por el sitio web tras las denuncias de infracción de derechos de autor. En abril de 2008, los vídeos fueron eliminados de YouTube, pero un acuerdo entre la compañía y el anfitrión de contenido Blip en 2009 resultó en que reaparecieran en YouTube una vez más.
El anuncio de un spin-off, llamado The Nostalgia Chick, fue creado en "The Search for the Nostalgia Chick" (10 de agosto de 2008). El concepto era que una anfitriona femenina reseñara películas y series "nostálgicas" dirigidas al público femenino. El concurso terminó en un empate triple entre Lindsay Ellis (quien reseñó Pocahontas, de Disney), Krissy Diggs (quien reseñó Sailor Moon) y Kaylyn Saucedo (quien reseñó The Last Unicorn). La competencia fue ganada por Ellis, luego usando el nombre "The Dudette", como se anunció en el sitio web "Nostalgia Chick Winner!" (15 de septiembre de 2008). Diggs y Saucedo luego se unirían a That Guy with the Glasses bajo los alias That Chick with the Goggles y Marzgurl, respectivamente.
El 14 de septiembre de 2012, Walker anunció el retiro de Nostalgia Critic y que ya no sería una producción semanal, ya que él y su hermano sintieron que habían ido tan lejos como podían con la serie. El 23 de enero de 2013, Walker lanzó un cortometraje sketch titulado "The Review Must Go On", donde también anunció el regreso de la Nostalgia Critic. En diciembre de 2015, Nostalgia Critic emitió su episodio 300, una reseña de Star Wars: Episodio VII - El despertar de la Fuerza.

## Formato de episodios

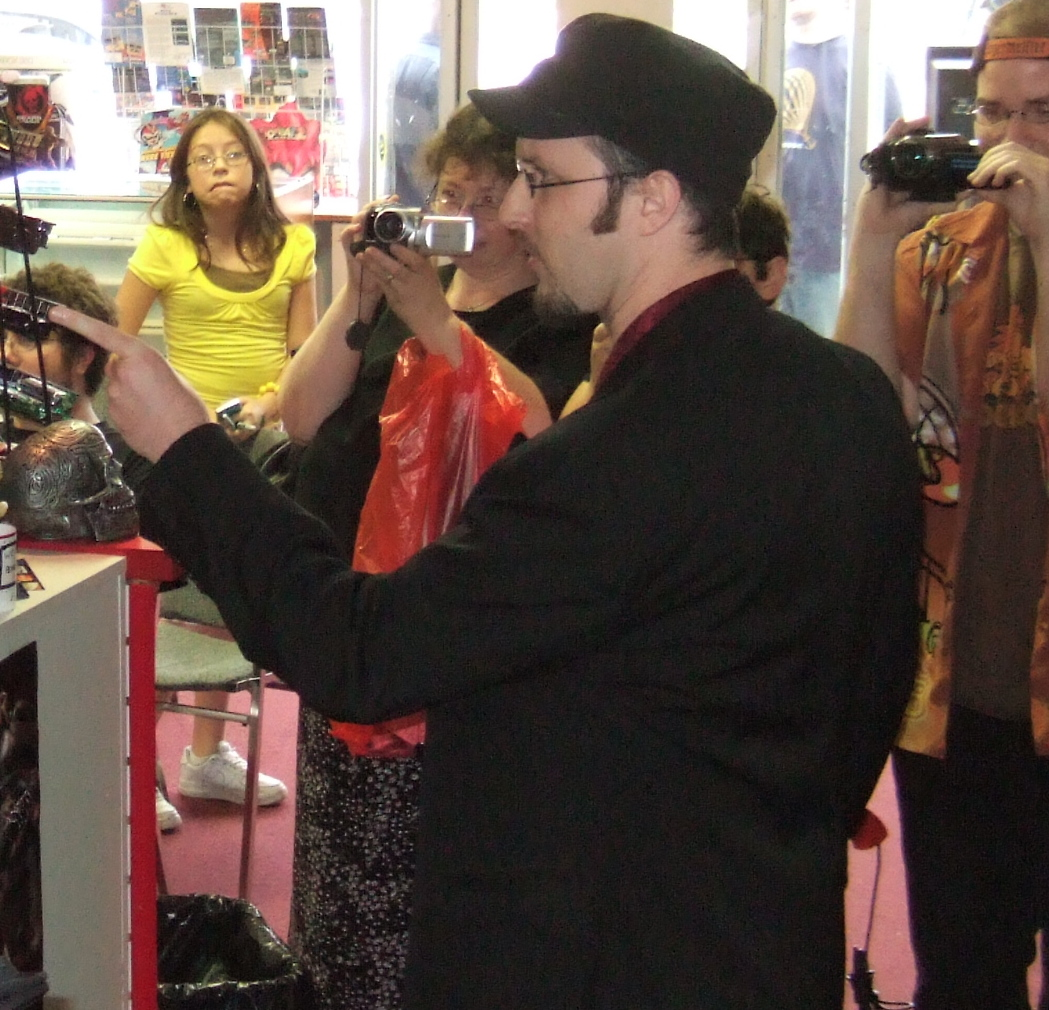
Doug Walker, en su papel del "Nostalgia Critic", 2008

La serie se enfoca en Nostalgia Critic, un personaje ficticio inventado por Doug Walker. GigaOM lo describe como "altamente enérgico y descaradamente nerd". Reuters lo describió como teniendo "personalidades poco convencionales". El show se enfoca sobre todo en él viendo una película mientras se ríe de los problemas de la película, generalmente con memes recurrentes y gags de la cultura popular. Uno de sus gags más conocidos es burlarse de los actores famosos que protagonizaron papeles menos reconocidos antes de su ascenso a la fama. Nostalgia Critic ha creado otros segmentos, como la listas Top 11 regresivas para sus películas favoritas, villanos, o momentos en programas de televisión. Ocasionalmente produce editoriales que discuten temas relevantes a la cinematografía. Esto se ha vuelto más frecuente ya que alterna entre reseñas y editoriales cada semana.
Walker describe su filosofía así: "[Necesitamos un crítico de la nostalgia] porque todo el mundo ya lo hace. Cuando miramos películas y espectáculos de nuestra juventud, rara vez son tan buenos como los recordamos, y muchas veces es bastante gracioso comparar Lo que te gustó entonces a lo que te gusta ahora. Eso es básicamente de lo que Nostalgia Critic se trata, mirar hacia atrás cuánta nostalgia ensombrecía nuestra visión en la felicidad celestial y que tan extraña es la realidad".

## Elenco principal
Nostalgia Critic (Doug Walker): Es el protagonista principal del programa. Se lo muestra siendo increíblemente amargo sobre muchas cosas, pero tiene un punto suave hacia las cosas nostálgicas. Expresa especial cariño por los días festivos, Navidad sobre todo. Tiene muchos rivales (particularmente Angry Video Game Nerd, Nostalgia Chick y The Cinema Snob) y regularmente también tiene que enfrentar a muchos personajes, algunos recurrentes, algunos que aparecen solamente en ese episodio o serie.
Su frase característica es "I'm the Nostalgia Critic. I remember it, so you don't have to!" ("Soy el crítico de la nostalgia. Yo lo recuerdo, así tú no tienes que hacerlo"), que regularmente anuncia al principio y al final de cada episodio. Otra frase recurrente es su explicación de por qué hace "Top 11" de cuenta regresiva en lugar del más común "Top 10": "Porque me gusta ir un paso más allá".
Rob Walker: Es el hermano mayor en la vida real de Doug Walker, quien aparece en la mayoría de los vídeos como "The Other Guy", así como diferentes personajes menores y principales, sobre todo Santa Christ. Ocasionalmente aparece como él mismo con una cabeza de dinosaurio, donde termina típicamente el diálogo con su frase característica "I'm a dinosaur" ("soy un dinosaurio").
Malcolm Ray: Es uno de los amigos de Nostalgia Critic, el cual aparece en el programa y trabaja con él en sus vídeos. Malcolm a menudo interpreta muchos personajes secundarios, especialmente como el Diablo en algunos de los sketches.
Rachel Tietz: Es una amiga de Nostalgia Critic que trabaja con él y Malcolm en el programa. Interpretó varios personajes, entre ellos Evilina, la hija pequeña del Diablo, y Rita Repulsa (aunque su voz fue doblada por Walker en aquel papel). Más tarde dejó el programa después de la sexta temporada para seguir su carrera en Los Ángeles, pero ha hecho algunos cameos en episodios posteriores.
Tamara Chambers: Después de que Rachel Tietz dejó el programa para seguir una carrera en California, Tamara se presentó en el especial "Nicolas Cage Month", haciendo su aparición durante la reseña de la película The Wicker Man (aunque apareció durante la reseña de Catwoman antes). Aparece junto a Malcolm como el nuevo miembro femenino del elenco. También interpreta muchos personajes, incluyendo a Hyper Fangirl.
Actualmente tiene su propia serie corta, llamada "Tamara's Never Seen", donde ella inicia hablando acerca de una película icónica que está a punto de ver por primera vez, seguida por sus impresiones inmediatas.
Jim Jarosz: Es un amigo de Nostalgia Critic que a menudo trabaja con Tamara y Malcolm, aunque él no está presente en cada episodio tanto como Tamara y Malcolm. Él es el principal responsable de la mayoría de los accesorios y piezas del programa, más notoriamente para la reseña de Mad Max: Fury Road.
Nota: Todos los miembros del elenco suelen interpretar versiones ficticias de sus contrapartes reales.

## Recepción
Nostalgia Critic recibió una respuesta sobre todo positiva con muchos elogiando su humor, personajes, y la actuación de Walker. La serie eventualmente consiguió seguidores de culto. Greg Weisman, productor de la serie Gargoyles, declaró que disfrutó la reseña que hicieron de la misma. Roger Ebert llamó al episodio "A Tribute to Siskel and Ebert" como "el mejor y más divertido vídeo sobre Siskel y Ebert que he visto". Walker declaró más tarde en su editorial titulado "Farewell to Roger Ebert" que desde entonces ha tenido esa frase en Twitter enmarcada y colgada en su pared, y en "The Making of a Nostalgia Critic Episode", se puede ver sobre su escritorio. El escritor de animación Paul Dini también agradeció el episodio "The Top 11 Batman: The Animated Series Episodes". Seth Kearsley, director de Eight Crazy Nights, elogió la reseña sobre la película en su cuenta de Twitter. WatchMojo.com colocó a Nostalgia Critic en el puesto #2 en su lista "Top 10 YouTube Movie Critics". Jacob Davich, quien interpretó a Linus en la película The Adventures of Sharkboy and Lavagirl, elogió la reseña sobre la película por su parte. Tanto Bill Farmer, la voz de Goofy, como Jason Marsden, la voz de Max, elogiaron a Channel Awesome después de ver el editorial de Nostalgia Critic, "Is Goofy Secretly Badass?". El director de animación Ralph Bakshi elogió la reseña de Cool World, hallándola muy divertida.